# Telespiza ypsilon
Telespiza ypsilon (englischer Trivialname: Maui-Nui Finch) ist eine ausgestorbene Vogelart aus der Tribus der hawaiischen Kleidervögel. Sie kam auf Maui und Molokaʻi vor.

## Merkmale
Telespiza ypsilon war der kleinste Vertreter der Gattung Telespiza. Der Schnabel war kleiner mit größeren Nasenöffnungen als bei den anderen Arten dieser Gattung. Osteologische Vergleiche zwischen den ausgestorbenen Taxa Telespiza ypsilon und Telespiza persecutrix sowie dem rezenten Nihoagimpel (Telespiza ultima) lassen die Vermutung zu, dass Telespiza ypsilon in seiner Gefiederfärbung dem Nihoagimpel geähnelt haben könnte. Das Typusmaterial, das aus einem kompletten Oberkiefer sowie aus Oberkiefer- und Unterkieferfragmenten besteht, wurde 1976 von Storrs Olson und Joan Aidem am Ilio Point auf Molokaʻi und in der Puu Naio Cave auf Maui entdeckt.

## Verbreitung und Lebensraum
Telespiza ypsilon war vermutlich auf dem gesamten Maui-Nui-Insel-Komplex, der die Inseln Maui, Molokaʻi, Lānaʻi  und Kahoʻolawe umfasst, verbreitet. Das subfossile Material wurde bisher jedoch nur auf Maui und Molokaʻi entdeckt. Die Häufigkeit der Knochen deutet darauf hin, dass diese Art in trockenen Tieflandhabitaten häufig vorkam. Jedoch könnte sie auch in trockenen Hochlandwäldern gelebt haben. Ein Unterkieferast (ramus mandibulae) des ähnlichen, bisher unbeschriebenen Taxons Telespiza affinis ypsilon wurde im feuchten Hochland bei Lua Lepo in 808 Meter Höhe im östlichen Maui gefunden.

## Fressfeinde
53 Prozent des gefundenen Knochenmaterials am Ilio Point stammen aus den Gewöllablagerungen der ebenfalls ausgestorbenen Kauai-Langbeineule. Nach Ansicht von Storrs Olson könnte Telespiza ypsilon daher eine wichtige Beute dieser Eulenart gewesen sein.

## Aussterben
Telespiza ypsilon ist nur von subfossilem Material bekannt. Die Ursachen und der Zeitpunkt des Aussterbens sind unbekannt. Vermutlich starb die Art während der polynesischen Besiedelung, aber vor der Ankunft der Europäer im 18. Jahrhundert aus.

## Etymologie
Das Artepitheton leitet sich vom Buchstaben Ypsilon ab, der im griechischen Alphabet an zwanzigster Stelle steht. Dieser Name wurde gewählt, weil die Ausgrabungsstelle am Illo Point die Bezeichnung „Site 20“ trägt.